# Urederra
L'Urederra és un riu curt del nord d'Espanya que neix al Parc Natural Urbasa Andía, (serra d'Urbasa), a Baquedano (terme d'Ameskoabarren, Navarra). Avança 19 kilòmetres abans de desembocar al riu Ega, que és afluent de l'Ebre. Urederra en basc significa «aigua bella».

## Naturalesa, paisatge i turisme
A l'Urederra s'hi poden veure gorgs, cascades i cortines d'aigua, envoltats d'un bosc dens on destaquen els faigs.

### El naixement del riu
El naixement del Urederra, és l'eixida natural de l'aqüífer format al massís càrstic d'Urbasa. La primera eixida d'aigua es produeix en un tallat a 700 metres d'altitud, originant una cascada de més de 100 metres que, amb el pas de milions d'anys, ha modelat un paisatge rocós carstificat.

### Fauna i flora
La notorietat del conjunt i la rica diversitat vegetal i animal li van donar la qualificació de Reserva Natural a 1987. Zona inclosa al Parc Natural Urbasa i Andia, forma part de la xarxa d'Espais Protegits de Navarra per la seua riquesa i valor ambiental. La RN del naixement del Urederra pertany al LIC (Lloc d'Importància Comunitària) Ega - Urederra, espai que forma part de la Xarxa Natura 2000, per la seua importància per a la biodiversitat.